# University of West London
University of West London (dawniej Thames Valley University) – publiczny uniwersytet w Londynie w Wielkiej Brytanii. Ma kampusy w londyńskich dzielnicach Ealing i Brentford oraz w nieodległym mieście Reading.

## Historia
Uczelnia ma korzenie w 1860, kiedy została założona Lady Byron School. Placówka zmieniła następnie nazwę na Ealing College of Higher Education. W 1990 Ealing College of Higher Education, Thames Valley College of Higher Education, Queen Charlotte's College of Health Care Studies i London College of Music połączyły się tworząc Polytechnic of West London. W 1992 politechnika została przekształcona w uniwersytet i otrzymała nazwę Thames Valley University. W 2004 połączyła się z Reading College and School of Arts and Design.
W sierpniu 2010 podano do wiadomości, że uniwersytet uzyskał zgodę na zmianę nazwy na University of West London, dla podkreślenia działalność w ośrodkach Ealing i Brentford. Nowa nazwa została formalnie wprowadzona 6 kwietnia 2011.

## Struktura
W skład uniwersytetu wchodzą następujące szkoły i kolegia:
- Ealing Law School (szkoła prawa),
- Ealing School of Art, Design and Media (szkoła sztuki, projektowania i mediów),
- London College of Music (kolegium muzyczne),
- College of Nursing, Midwifery and Healthcare (kolegium pielęgniarstwa,  położnictwa i opieki zdrowotnej),
- London School of Hospitality and Tourism (szkoła hotelarstwa i gastronomii),
- School of Computing and Technology (szkoła informatyki),
- School of Psychology, Social Work and Human Sciences (szkoła psychologii, pracy socjalnej i nauk humanistycznych),
- West London Business School (szkoła biznesu).

## Działalność dydaktyczna
Uniwersytet prowadzi studia umożliwiające otrzymanie m.in. takich tytułów jak:
- BA – Bachelor of Arts,
- BSc – Bachelor of Science,
- MA – Master of Arts.

## Galeria

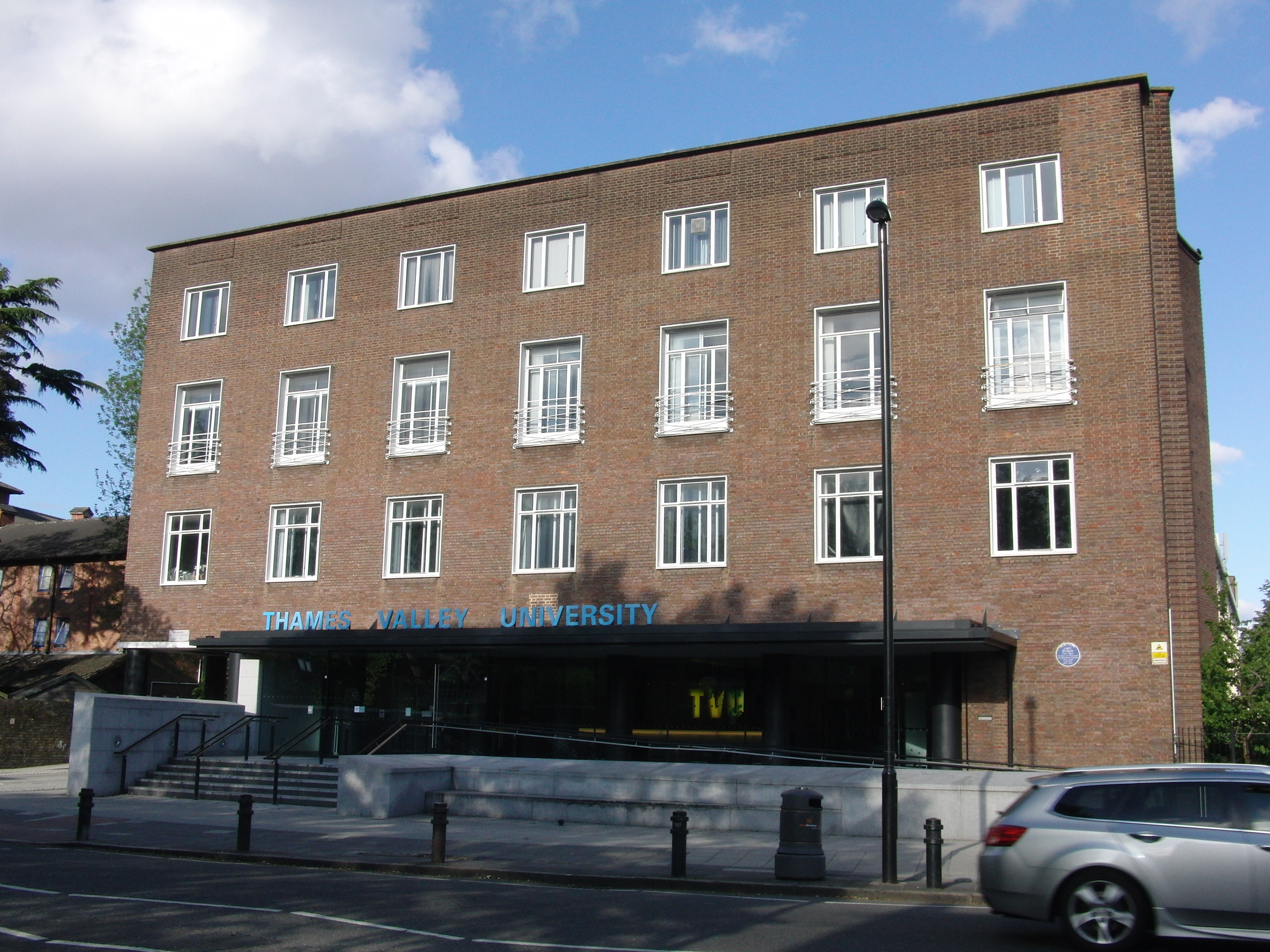
Kampus uniwersytetu przy St Mary's Road w dzielnicy Ealing
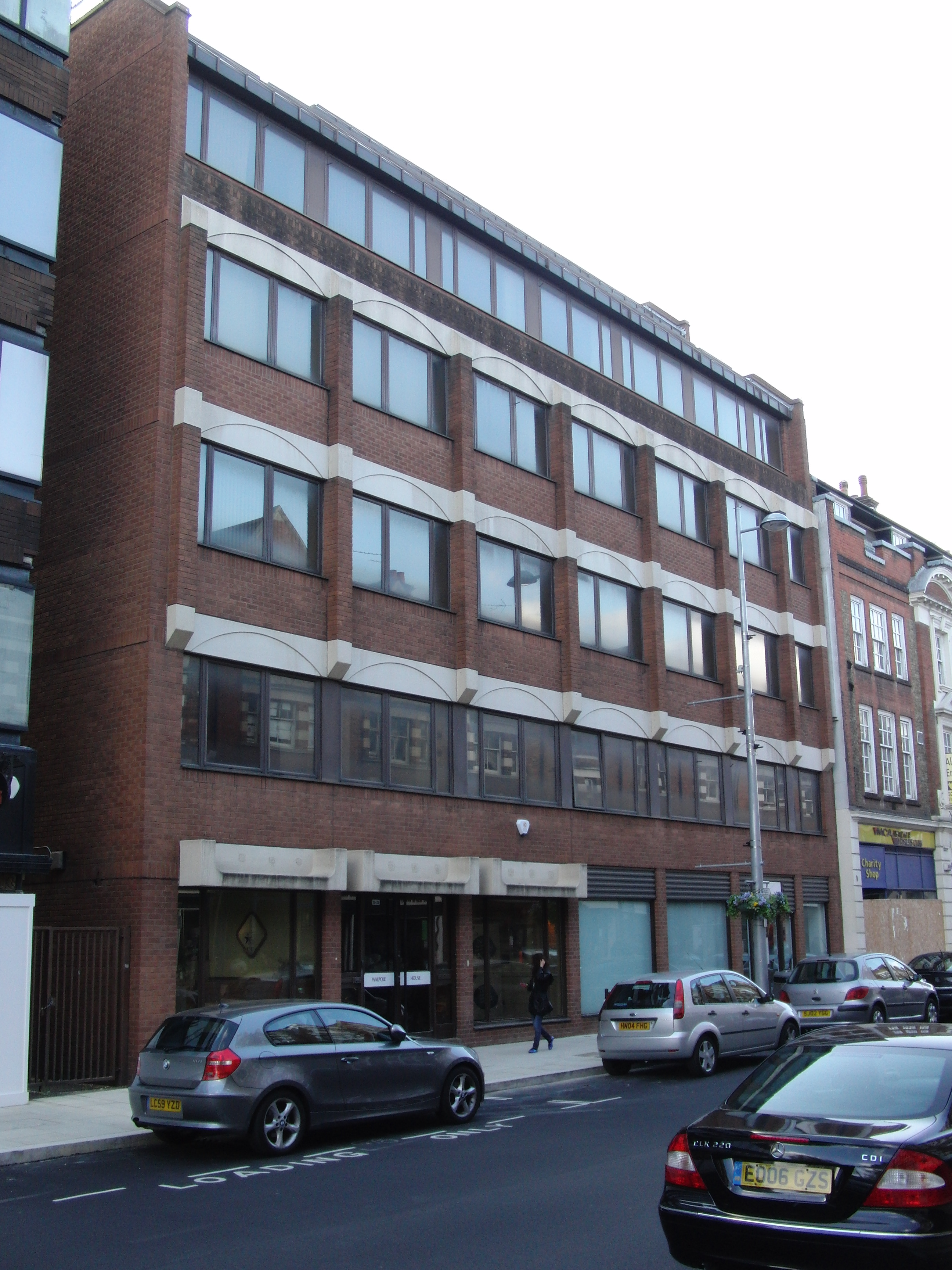
Walpole House w dzielnicy Ealing - siedziba administracji uniwersytetu
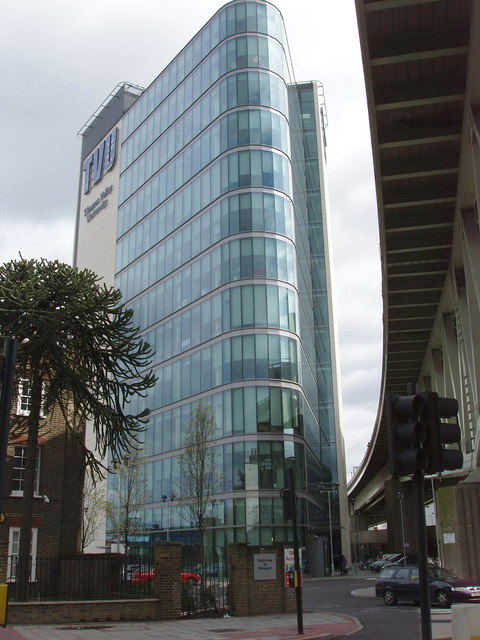
Kampus uniwersytetu w dzielnicy Brentford